# 熊野古道なかへち美術館

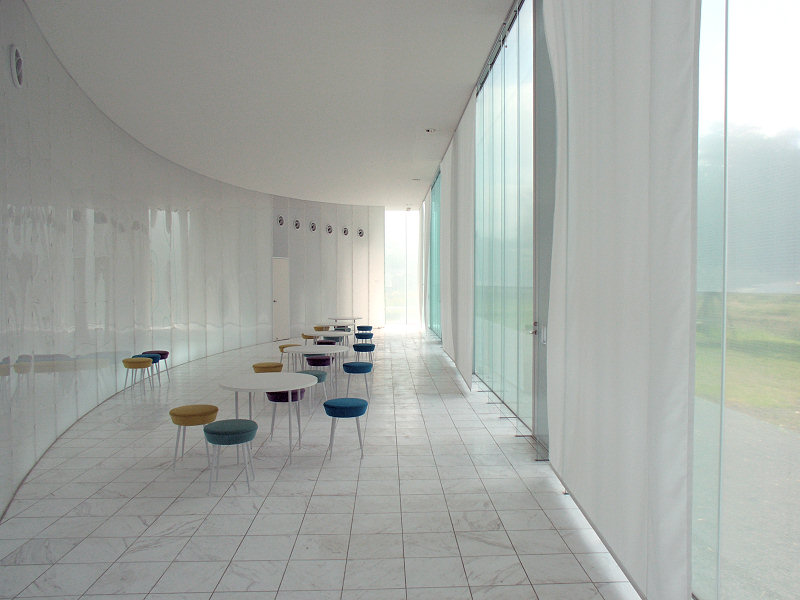
内部(2005/10/01)

田辺市立美術館分館 熊野古道なかへち美術館（たなべしりつびじゅつかんぶんかん くまのこどうなかへちびじゅつかん、Kumanokodo Nakahechi Museum）は、和歌山県の熊野古道中辺路にある公立美術館である。
日本画家・野長瀬晩花と南画家・渡瀬凌雲の作品を中心とする郷土ゆかりの日本画家作品など1000点以上収蔵し、展示している。
建物は、光が放出しているガラス箱のような特徴的な外観である。館内は展示室を囲むように回廊があり、裏側に休憩コーナーがある。回廊とロビーは全面ガラス張りになっているので、そこで古道の美しい風景を眺めて過ごすこともできる。古道を歩く人々が気軽に立ち寄れるスポットである。

## 施設
- 展示スペースB1F～2F
- 図書室
- サロン

## 建物概要
- 設計 － 妹島和世・西沢立衛 (SANAA)
- 敷地面積 － 4,000m2
- 建築面積 － 752.30m2
- 延床面積 － 752.30m2
- 構造 － 鉄筋コンクリート造
- 竣工 － 1997年3月

## 利用情報
- 開館時間 - 10時00分から17時00分（入館は16時30分まで）
- 休館日 - 月曜日（ただし、月曜日が祝日・振替休日のときはその翌日）、祝日の翌日（土・日曜日を除く）、12月28日〜1月4日

## 交通
- 紀伊田辺駅より龍神バス本宮大社行き「美術館前」下車
- 南紀白浜空港より国道311号線を利用し東へ約50分、近露王子前